# Liparis rungweensis
Liparis rungweensis är en orkidéart som beskrevs av Rudolf Schlechter. Liparis rungweensis ingår i släktet gulyxnen, och familjen orkidéer. Inga underarter finns listade i Catalogue of Life.